# Exyston californicus
Exyston californicus är en stekelart som beskrevs av Mason 1959. Exyston californicus ingår i släktet Exyston och familjen brokparasitsteklar. Inga underarter finns listade i Catalogue of Life.